# NGC 5776
NGC 5776 est une vaste galaxie elliptique située dans la constellation de la Vierge. Sa vitesse par rapport au fond diffus cosmologique est de 8 370 ± 15 km/s, ce qui correspond à une distance de Hubble de 123,5 ± 8,6 Mpc (∼403 millions d'al). NGC 5776 a été découverte par l'astronome prussien Heinrich Louis d'Arrest en 1862.
À ce jour, une mesure non basée sur le décalage vers le rouge (redshift) donne une distance d'environ 111,000 Mpc (∼362 millions d'al). Cette valeur est tout juste à l'extérieur des valeurs de la distance de Hubble. Notons cependant que c'est avec la valeur moyenne des mesures indépendantes, lorsqu'elles existent, que la base de données NASA/IPAC calcule le diamètre d'une galaxie et qu'en conséquence le diamètre de NGC 5776 pourrait être d'environ 56,7 kpc (∼185 000 al) si on utilisait la distance de Hubble pour le calculer.